# 冶金炉
冶金爐，通常稱為熔爐，是一種用於加熱和熔化金屬礦石以去除脈石的工業爐，主要用於鋼鐵生產。冶金爐燃料的熱能可以直接通過燃燒、通過電弧爐或通過感應爐中的感應加熱來提供。冶金學中有幾種不同類型的冶金爐用於處理特定的金屬和礦石。